# Giovanni Ferrofino
Giovanni Ferrofino (24 de fevereiro de 1912 - 21 de dezembro de, 2010) foi um religioso italiano, arcebispo da Igreja Católica Romana.